# Абдалка
Абдалка, або Абдальска (крим. Abdal), раніше називалася Боурча — невелика річка протікає в  Сімферополі. Один з основних притоків річки Малий Салгир
Бере початок у балці на околиці дачного масиву «Кам'янка». У верхній течії на березі річки розташований мікрорайон Сімферополя Кам'янка, вона проходить через систему  ставів і практично пересихає. Нижче перетину річки з Феодосійським шосе — біля мікрорайону Біле — з'являється знову. Перед перетином з Сімферопольською об'їзною дорогою — проходить через ставок. Між вулицями Автомобільною і  Кечкеметською річка раніше протікала закритим бетонним руслом, в районі вул. Титова, біля Дитячої лікарні раніше планувалося пустити річку по трубах.
Впадає в річку Малий Салгир після перетину вул. Титова.

## Галерея

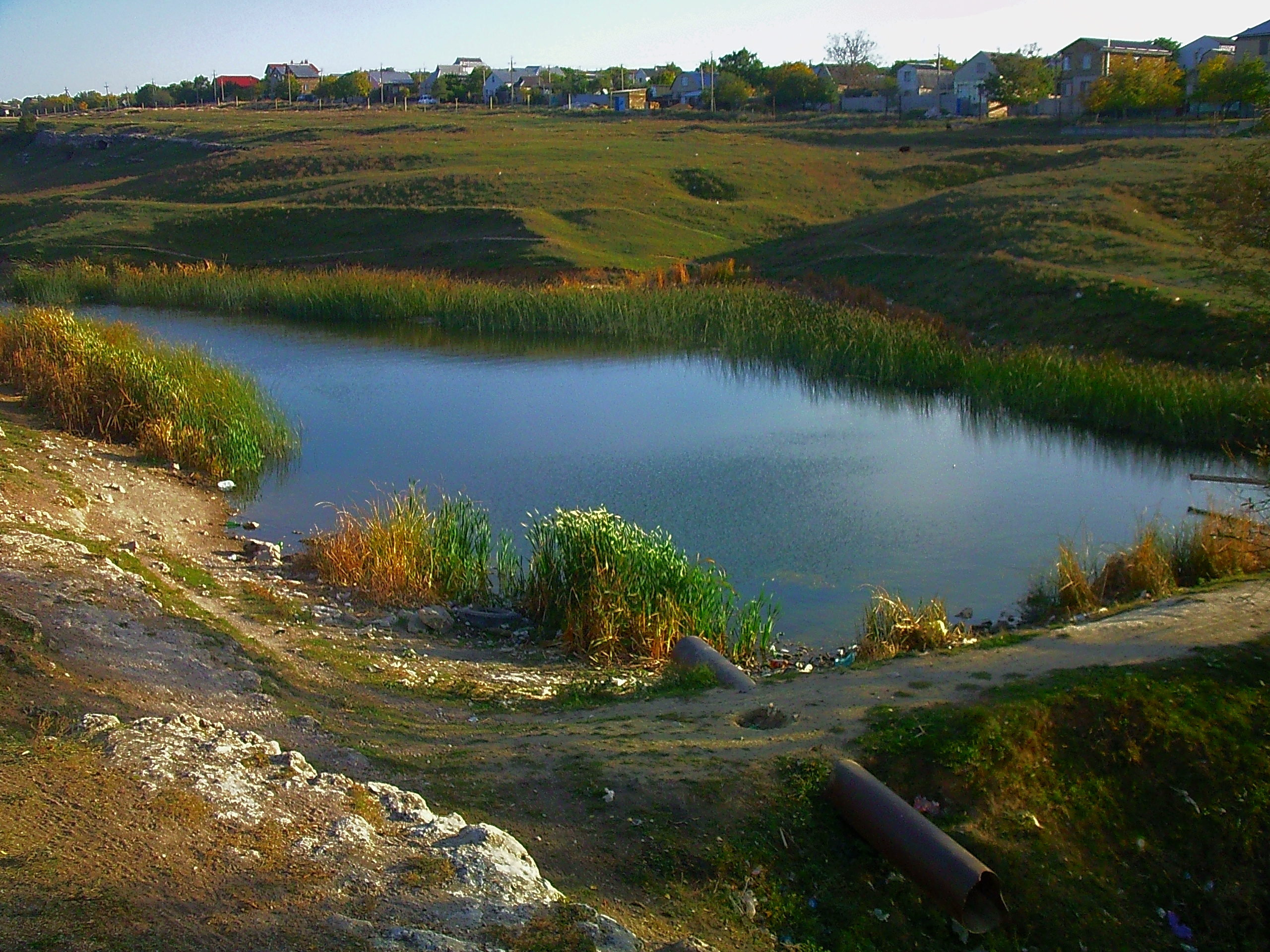
Виток річки зі става в районі Богурча (Кам'янка), 2012
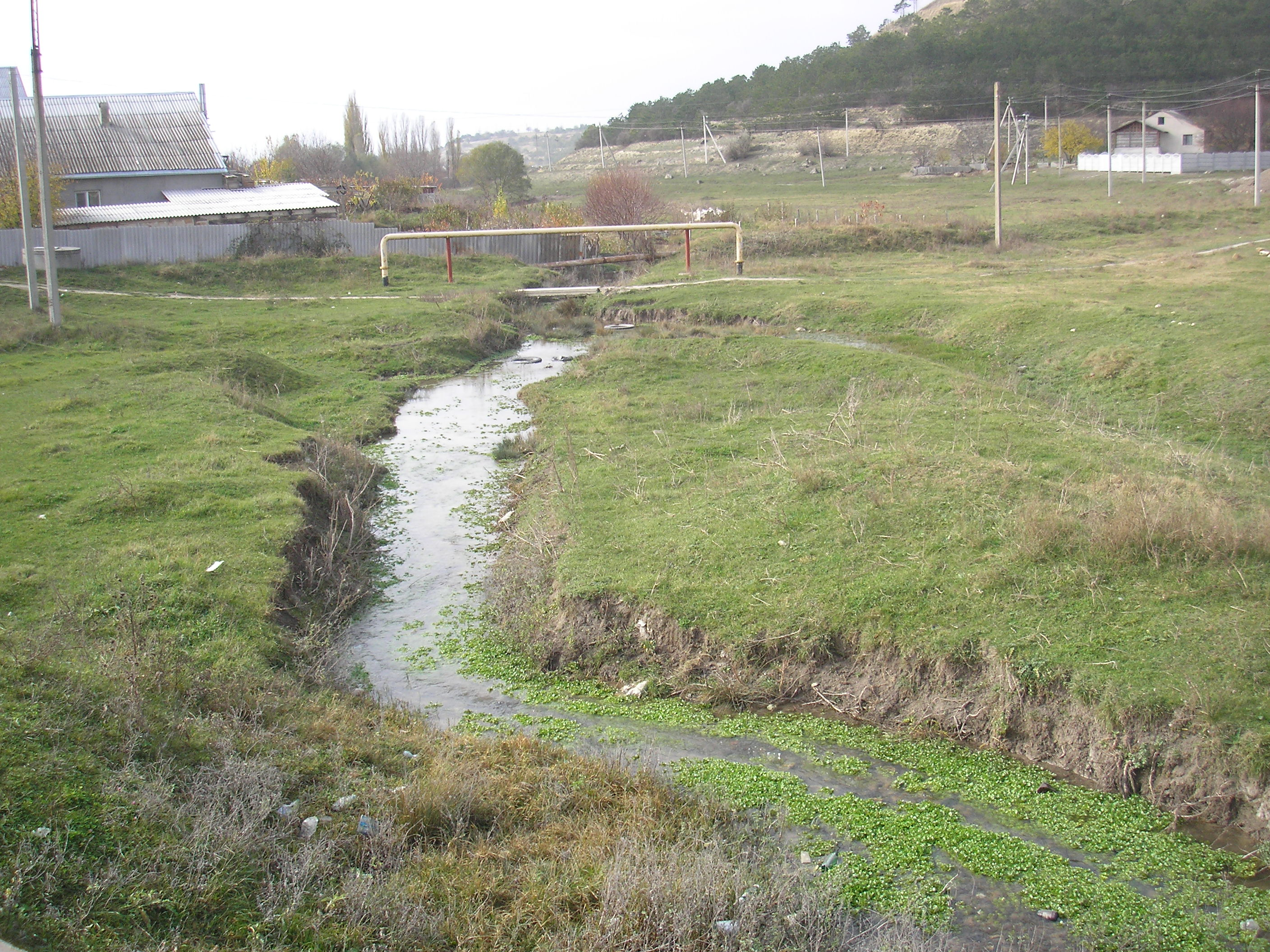
2013
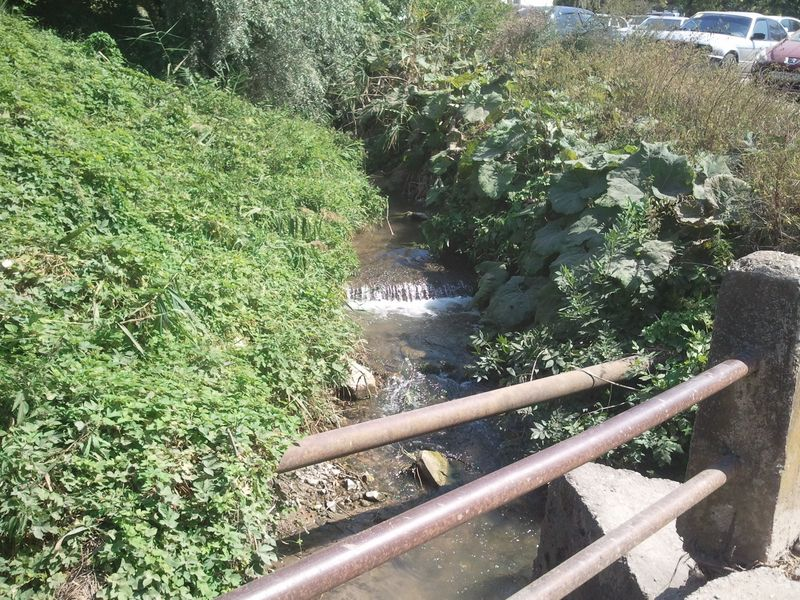
Абдалка на вулиці Титова, 2019
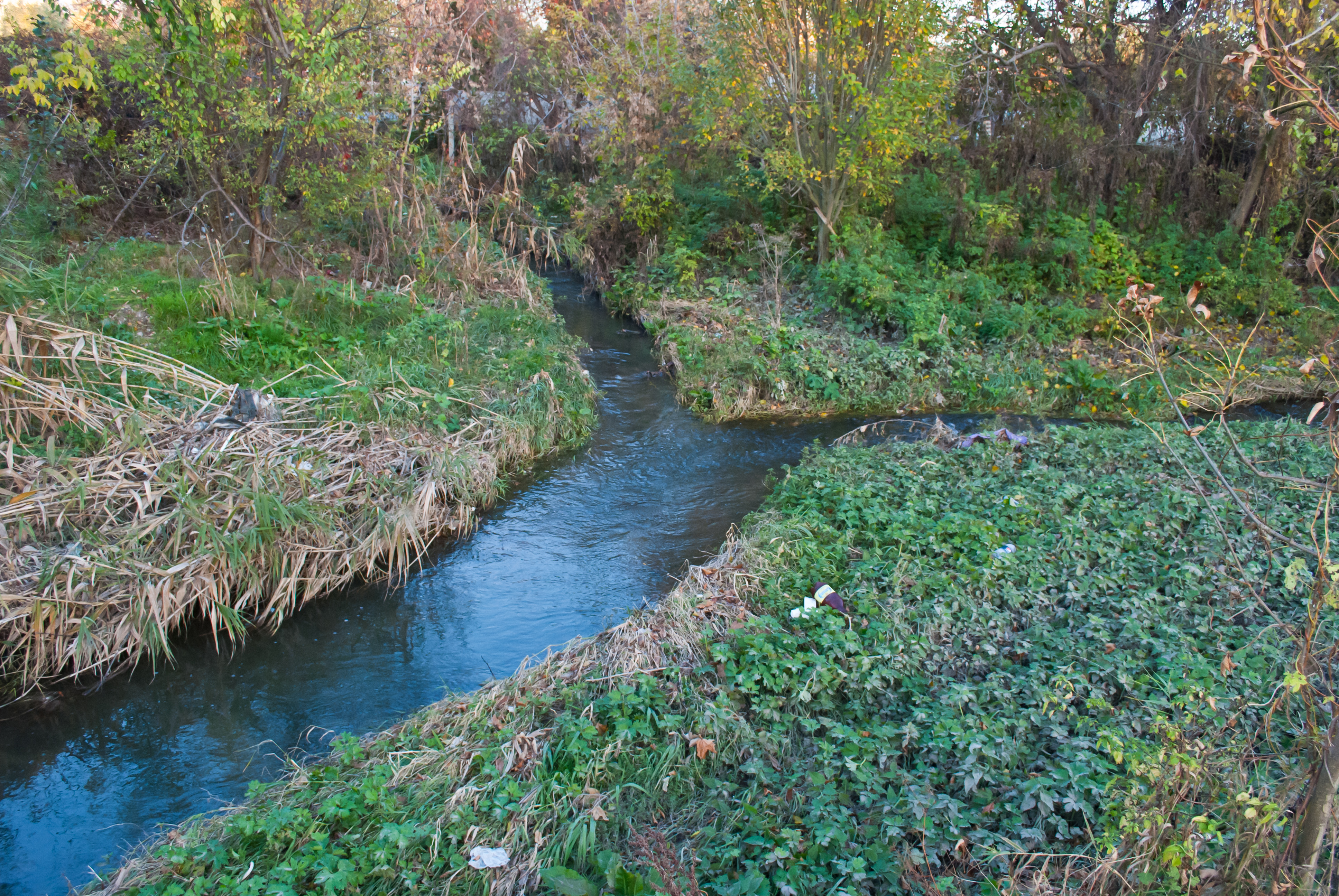
Місце впадання річки Абдалки у Малий Салгир, 2013

## Ресурси Інтернету
- Річки Криму. Річка Абдалка [Архівовано 9 березня 2016 у Wayback Machine.]
- Річки Симферополя [Архівовано 11 жовтня 2015 у Wayback Machine.]

| Річка | Це незавершена стаття про річку. Ви можете допомогти проєкту, виправивши або дописавши її. |